# Erodium nervulosum
Erodium nervulosum är en näveväxtart som beskrevs av L'hér.. Erodium nervulosum ingår i släktet skatnävor, och familjen näveväxter. Inga underarter finns listade i Catalogue of Life.